# 김해 양동산성
김해 양동산성(金海 良洞山城)은 대한민국 경상남도 김해시 주촌면에 있는 산성이다. 1988년 12월 23일 경상남도의 기념물 제91호 양동산성으로 지정되었다가, 2018년 12월 20일 김해 양동산성으로 문화재 명칭이 변경되었다.

## 개요
경상남도 김해시 주촌면 양동리와 내삼리의 경계에 위치한 산봉우리를 두른 테뫼식 산성으로 일부는 흙으로 쌓고, 일부는 대강 다듬은 자연석을 사용하였다. 이 산성은 문헌상 '가곡산성', '양동산성'이라고 부르고 있다.
김해평야와 낙동강 하구를 효과적으로 조망할 수 있는 있으며, 둘레는 약 800m이고 성벽의 높이와 폭은 2.5m이다. 남쪽과 북쪽의 문터에는 주춧돌이 남아있고, 성안에는 우물터의 흔적과 가야 토기조각들이 확인되었다.
이 산성은 주변의 양동리 무덤들과 유하리 조개더미와 관계가 있을 것으로 보며, 원삼국시대에서 가야 때까지의 역사연구에 중요한 자료로 평가되고 있다.

## 참고 자료
- 김해 양동산성 - 국가유산청 국가유산포털